# Capua (geslacht)
Capua is een geslacht van vlinders van de familie bladrollers (Tortricidae), uit de onderfamilie Tortricinae.

## Soorten
- C. acrita Turner, 1916
- C. acritodes Meyrick, 1910
- C. acrographa Turner, 1916
- C. adynata Turner, 1945
- C. aeluropa Meyrick mey, 1926
- C. alopecana (Meyrick mey, 1885)
- C. ammochroa Lower, 1893
- C. arctophaea Meyrick, 1924
- C. argentinotata (Walsingham, 1907)
- C. aridela Turner, 1918
- C. arrecta Meyrick, 1917
- C. arrosta Turner, 1945
- C. arrythmodes Turner, 1946
- C. asemantica Turner, 1926
- C. atristrigana (Meyrick, 1881)
- C. aurantiaca Turner, 1945
- C. belophora Turner, 1945
- C. cassia Swezey, 1912
- C. castanitis Turner, 1925
- C. catharia Turner, 1926
- C. catoxia Turner, 1925
- C. ceramica Lower, 1908
- C. cirrhanthes Meyrick, 1921
- C. cirrhoptera Turner, 1926
- C. clarana (Meyrick, 1881)
- C. cnaphalodes Meyrick, 1910
- C. coenotoca Diakonoff, 1983
- C. confragosa Meyrick, 1922
- C. cornigera Meyrick, 1912
- C. cosmopis (Lower, 1894)
- C. crypserythra Turner, 1916
- C. changi (Kawabe, 1989)
- C. chloraspis Meyrick, 1924
- C. chrysostoma Meyrick, 1912
- C. dasycerca Turner, 1916
- C. debiliana (Walker, 1863)
- C. decolorana (Walker, 1863)
- C. deuterastis Meyrick, 1910
- C. diemeniana (Zeller, 1877)
- C. disputana (Walker, 1863)
- C. dryina Meyrick, 1910
- C. dura Turner, 1945
- C. dyslecta Turner, 1926
- C. effulgens Meyrick, 1910
- C. endocypha Meyrick, 1931
- C. ephedra Meyrick, 1910
- C. epiloma Lower, 1902
- C. erythrosema Turner, 1945
- C. eucamata Turner, 1916
- C. eucycla Turner, 1916
- C. eugrapta Turner, 1926
- C. euphona Meyrick, 1910
- C. euryochra Turner, 1914
- C. euryphaea Turner, 1938
- C. euthemon Turner, 1945
- C. euzona Turner, 1916
- C. fabrilis Meyrick, 1912
- C. flavocincta Walsingham, 1907
- C. flavopicta Walsingham, 1907
- C. fuscicepsana (Walker, 1863)
- C. glycypolia Turner, 1945
- C. gongylia Turner, 1925
- C. gyrobathra Turner, 1925
- C. hedyma Turner, 1915
- C. hemicosmana Meyrick, 1881
- C. hyperetana (Meyrick, 1881)
- C. incorrupta Meyrick, 1922
- C. infaustana (Walsingham, 1907)
- C. intractana (Walker, 1869)
- C. ischnomorpha Turner, 1945
- C. lentiginosana Walsingham, 1879
- C. leptophracta Meyrick, 1931
- C. leptospila Lower, 1901
- C. leucobela Turner, 1945
- C. leucospila Lower, 1893
- C. leucostacta Meyrick, 1910
- C. liparochra Meyrick, 1928
- C. lissochrysa Diakonoff, 1976
- C. malacotorna Meyrick, 1931

- C. melanatma Meyrick, 1908
- C. melanophragma Meyrick, 1936
- C. mersana (Walker, 1863)
- C. metacentra Meyrick, 1918
- C. microphaea Turner, 1926
- C. montanana Meyrick, 1881
- C. montivagana (Meyrick, 1881)
- C. morosa Diakonoff, 1975
- C. multistriata Turner, 1945
- C. myopolia Turner, 1945
- C. naias Turner, 1916
- C. nimbosa Turner, 1926
- C. notograpta Meyrick, 1910
- C. notopasta Turner, 1945
- C. nummulata Meyrick, 1910
- C. ochrobaphes Turner, 1938
- C. oheoheana Swezey, 1933
- C. ophthalmias Meyrick, 1910
- C. oxycelis Diakonoff, 1983
- C. oxydesma Lower
- C. oxygona Lower, 1899
- C. oxygrammana (Meyrick, 1881)
- C. pancapna Turner, 1945
- C. pantherina (Meyrick, 1908)
- C. paraloxa Meyrick, 1910
- C. parastactis Meyrick, 1910
- C. pentazona Lower, 1901
- C. pernitida (Walsingham, 1907)
- C. petrophora Meyrick, 1938
- C. phaeosema Turner, 1945
- C. phellodes Meyrick, 1910
- C. phryctora Meyrick, 1910
- C. placodes Lower, 1899
- C. placoxantha (Lower, 1896)
- C. plathanana Meyrick, 1881
- C. plinthoglypta (Meyrick, 1892)
- C. polias Meyrick, 1913
- C. poliobaphes Turner, 1926
- C. polydesma Turner, 1915
- C. promiscua Meyrick, 1922
- C. psammocyma (Meyrick, 1908)
- C. pseudarcha Meyrick, 1910
- C. pterotropiana Swezey, 1933
- C. ptilocrossa Meyrick, 1914
- C. pusillana (Walker, 1863)
- C. pylora Meyrick, 1938
- C. reclina Razowski, 1978
- C. repentina Razowski, 1978
- C. reynoldsiana Swezey, 1920
- C. rhynchota Turner, 1945
- C. ruficapilla Meyrick, 1932
- C. santalata Swezey, 1913
- C. scaphosema Turner, 1945
- C. semiferana (Walker, 1863)
- C. siderantha (Meyrick, 1906)
- C. solana (Walker, 1863)
- C. spilonoma Meyrick, 1932
- C. symphonica Turner, 1945
- C. tapinopis Turner, 1945
- C. tarachota Meyrick, 1910
- C. tetraplasandra Swezey, 1920
- C. tetraplasia Turner, 1916
- C. thaleropis Turner, 1926
- C. thelmae Diakonoff, 1967
- C. thermaterrima (Lower, 1893)
- C. thiodyta Meyrick, 1931
- C. tolmera Turner, 1945
- C. triadelpha Meyrick, 1920
- C. tylonota Meyrick, 1926
- C. vacuana (Walker, 1863)
- C. variegata Philpott, 1930
- C. vulgana

Meibladroller (Frolich, 1828)
- C. vulpina Turner, 1916
- C. xanthogona (Walsingham, 1907)
- C. xuthochyta Turner, 1945
- C. xylophaea Meyrick, 1912
- C. zapyrrha Meyrick, 1936
- C. zygiana (Meyrick, 1883)